# Яценко Станіслав Сергійович
Яценко Станіслав Сергійович (22 грудня 1936, м. Ічня, Чернігівської обл. — † 8 травня 2014, м. Київ) — український науковець-криміналіст, фахівець із порівняльного кримінального права, доктор юридичних наук, професор, член-кореспондент Національної академії правових наук України. Був суддею Конституційного суду України з 1996 року по 16 січня 2002 року. Заслужений юрист України.

## Біографія
Закінчив юридичний факультет Київського державного університету імені Тараса Шевченка (зараз — Київський національний університет імені Тараса Шевченка) в 1959 р.
Протягом 1959—1962 рр. — на практичній роботі в органах внутрішніх справ в Одеській обл. та в юридичній консультації Старченківського р-ну Київської обл.
З 1962 року на науковій роботі. Був аспірантом, молодшим науковим співробітником Сектору держави і права АН УРСР (Зараз — Інститут держави і права імені В. М. Корецького НАН України). У 1966 р. під науковим керівництвом проф. Якова Марковича Брайніна захистив дисертацію к.ю.н. за темою «Кримінально-правова охорона представників влади і громадськості (на матеріалах Української РСР)».
З 1968 р. працював на юридичному факультеті КДУ/КНУ імені Тараса Шевченка. Обіймав посади завідувача кафедри, заступника декана, в.о. декана факультету, професора, завідувача кафедри кримінального права та кримінології юридичного факультету Київського національного університету імені Тараса Шевченка.
1981 р. закінчив десятимісячні курси іноземних мов при КДУ (англійська мова).
У 1989 р. захистив дисертацію на здобуття наук. ступеня д.ю.н. за темою «Кримінально-правова охорона громадського порядку (порівняльно-правове дослідження)». Член спецради при Університеті із захисту докторських дисертацій. Входив до складу Робочої групи Кабінету Міністрів України з підготовки проекту Кримінального кодексу.
У 1996—2002 рр. — суддя Конституційного суду України (припинив повноваження судді Конституційного Суду України з 16.01.2002 року).
Автор (співавтор) понад 150 наукових публікацій, п'яти монографій, чотирьох підручників, п'яти навчальних посібників, трьох практичних посібників. Нагороджений орденом «За заслуги» ІІІ ступеня (2006).

## Основні праці[4]
- Уголовно-правовая охрана общественного порядка (сравнительно-правовой аспект).- К.: Изд-во при КГУ издательского объединения «Вища Школа», 1986.
- Кримінальне право України. Загальна частина. — К., 1997 (у співавт.).
- Кримінальне право України. Особлива частина. — К., 1999 (у співавт.).
- Кримінальне право України: Практикум: Навчальний посібник/ За ред. С. С. Яценка. — 3-тє видання, перероблене і доповнене. — К.: Алерта; КНТ; Центр учбової літератури, 2010. — 640 с. (1 — ше вид. — К, 2002, 2 — ге вид. — К, 2004).
- Яценко С. С., Купрієвич О. А. Англійська мова в царині кримінального права. Навчальний посібник для студентів-юристів/ За ред. С. С. Яценка. — К.: Видавництво «Школа», 2004. — 368с.
- Науково-практичний коментар до Кримінального кодексу України. — 4-те вид., переробл. і доповн./ Відповід. ред. С. С. Яценко. — К.: А. С. К., 2005. — 848 с.
- Лизогуб Я. Г., Яценко С. С. Протидія торгівлі людьми: аналіз вітчизняного та зарубіжного законодавства: Навчальний посібник/ Науковий ред. — д.юн., проф. С. С. Яценко. — К.: Атіка, 2005. — 240 с.
- Яценко С. С. Основні питання загальної частини кримінального права іноземних держав: Навч. посібник; Київ. нац. ун-т ім. Тараса Шевченка, Юрид. ф-т, Каф. кримін. права та кримінології. — К.: Дакор, 2013. — 166 с. — ISBN 978-617-7020-06-5.